# Адриен Морис дьо Ноай
Адриен Морис дьо Ноай (Adrien Maurice de Noailles) (29 септември 1678 – 24 юни 1766) е трети херцог на Ноай (от 1708), френски военен деец и от 1734 г. – маршал на Франция.

## Начало на кариерата
Син е на друг маршал от семейството – Ан-Жул дьо Ноай. От младежка възраст започва военната му кариера – първо в Каталония през Деветгодишната война, заедно с баща му (1690 – 93), после с херцог дьо Вандом. През 1698 г. се жени за Франсоаз-Шарлот д'Обине, племенница на мадам дьо Ментнон – тогава тайна съпруга на Краля Слънце. От брака се раждат шест деца – четири момичета и две момчета. По-голямото момче Луи става следващият херцог на Ноай.

## Ключова роля в управлението
Според думите на Оливие Берние Ноай „е надарен с много интелигентност и бърза мисъл“. През 1700 г., оценявайки качествата му, Луи ХІV го изпраща да придружава внука му Филип д'Анжу в Испания. Младият херцог става добър приятел на кралската двойка и служи като посредник за осигуряване на френска помощ по време на започналата Война за испанското наследство (1701 – 1714). Отново воюва в Каталония, има важна роля в превземането на Жирона, после защитава Лангедок от английско нашествие. След смъртта на Луи ХІV (1715) насърчава регента Филип II Орлеански да откхвърли завещанието му и да вземе сам властта, без да я дели с незаконните синове на краля. Само че надеждите му за ключова позиция в управлението не се осъществяват и той заема само поста Президент на финансовия съвет. Като такъв извършва важни реформи за изваждане на страната от финансовата криза. Противопоставя се на Джон Лоу и неговите спекулативни операции, поради което се оказва извън управлението. След идването на кардинал Фльори на власт (1726) настъпва златното време за херцог дьо Ноай. Той е сред най-важните френски главнокомандващи по време на Войната за полското наследство, придружава херцог дьо Бервик при обсадата на Филипсбург и го замества след смъртта му (1734). През същата година крал Луи XV го издига в най-високия чин в армията – маршал на Франция.

## Упадък на влиянието му
В началото на 40-те години Луи ХV постепенно изолира Фльори от властта и Ноай е един от маршалите, които се противопоставят. Това води до свиване на влиянието му, за което допринася и неуспешната му кампания в Германия през 1743 г. (Войната за австрийското наследство). Именно той командва френските войски в злощастната битка при Детинген (1743 г.), загубена от англо-хановерските войски, което за две години разколебава вярата на френския щаб във военните му възможности. При Фонтеноа е само наблюдател, после е посланик в Испания, а накрая – член на кралския съвет. Оттегля се оттам през 1755 г. на 77 години.